# چگالی جریان
چگالی جریان کمیتی برای اندازه‌گیری چگالی جریان الکتریکی است. چگالی جریان برداری است که اندازه‌اش برابر با جریان الکتریکی بر واحد سطح است. واحد اندازه‌گیری این کمیت در سیستم آحاد SI برابر است با آمپر بر متر مربع.

## منبع
Electrodynamics : an introduction including quantum effects , H. J. W. Müller-Kirsten, World Scientific, 2004.